# Maizey
Maizey est une commune française située dans le département de la Meuse, en région Grand Est.

## Géographie

### Hydrographie
La commune est dans le bassin versant de la Meuse au sein du bassin Rhin-Meuse. Elle est drainée par la Meuse, le canal de l'Est Branche-Nord, le ruisseau la Creue et le ruisseau la Petite Meuse,.
La Meuse, d'une longueur de 486 km dans sa partie française, est un fleuve européen qui prend sa source en France, dans la commune du Châtelet-sur-Meuse, à 409 mètres d'altitude, et se jette dans la mer du Nord après un cours long d'approximativement 950 kilomètres traversant la France, la Belgique et les Pays-Bas. Les caractéristiques hydrologiques de la Meuse sont données par la station hydrologique située sur la commune de Saint-Mihiel. Le débit moyen mensuel est de 30,2 m3/s. Le débit moyen journalier maximum est de 530 m3/s, atteint lors de la crue du 11 avril 1983. Le débit instantané maximal est quant à lui de 658 m3/s, atteint le 31 décembre 2001.
Le canal de l'Est Branche-Nord, d'une longueur de 141 km, est un chenal et un cours d'eau naturel navigable qui relie Givet à Troussey, où il rejoint le canal de la Marne au Rhin.
La Creuë, d'une longueur de 16 km, prend sa source dans la commune de Vigneulles-lès-Hattonchâtel et se jette  dans la Meuse sur la commune, après avoir traversé cinq communes.

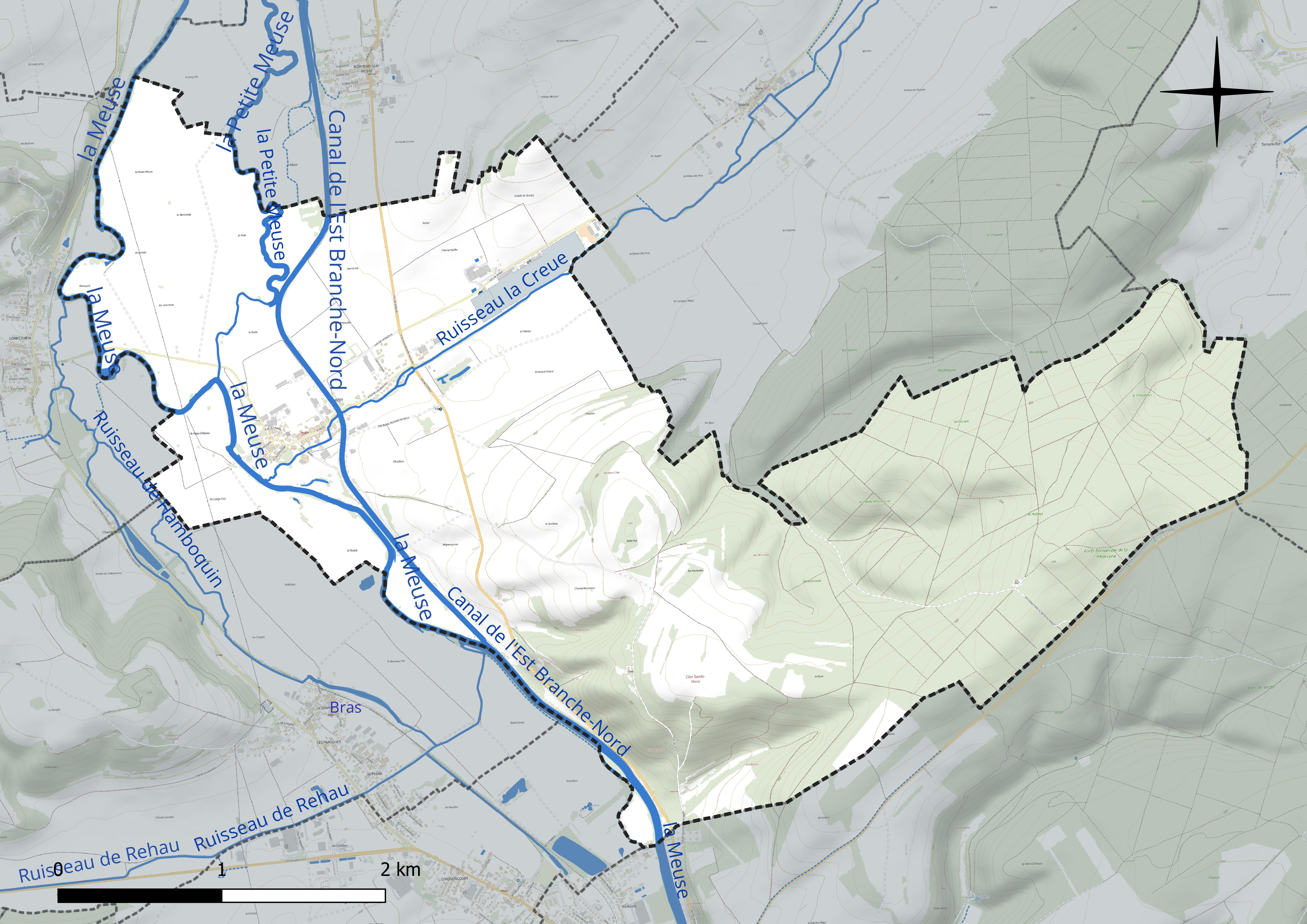
Réseau hydrographique de Maizey.

### Climat
Pour des articles plus généraux, voir Climat du Grand Est et Climat de la Meuse.
En 2010, le climat de la commune est de type climat de montagne, selon une étude du Centre national de la recherche scientifique s'appuyant sur une série de données couvrant la période 1971-2000. En 2020, Météo-France publie une typologie des climats de la France métropolitaine dans laquelle la commune est exposée à un climat océanique altéré et est dans la région climatique  Lorraine, plateau de Langres, Morvan, caractérisée par un hiver rude (1,5 °C), des vents modérés et des brouillards fréquents en automne et hiver.
Pour la période 1971-2000, la température annuelle moyenne est de 9,7 °C, avec une amplitude thermique annuelle de 16,2 °C. Le cumul annuel moyen de précipitations est de 960 mm, avec 13,6 jours de précipitations en janvier et 9,3 jours en juillet. Pour la période 1991-2020, la température moyenne annuelle observée sur la station météorologique de Météo-France la plus proche, « Nonsard », sur la commune de Nonsard-Lamarche à 18 km à vol d'oiseau, est de 10,7 °C et le cumul annuel moyen de précipitations est de 690,8 mm. 
La température maximale relevée sur cette station est de 40,1 °C, atteinte le 25 juillet 2019 ; la température minimale est de −17 °C, atteinte le 1er mars 2005,,.
Les paramètres climatiques de la commune ont été estimés pour le milieu du siècle (2041-2070) selon différents scénarios d'émission de gaz à effet de serre à partir des nouvelles projections climatiques de référence DRIAS-2020. Ils sont consultables sur un site dédié publié par Météo-France en novembre 2022.

## Urbanisme

### Typologie
Au 1er janvier 2024, Maizey est catégorisée commune rurale à habitat dispersé, selon la nouvelle grille communale de densité à sept niveaux définie par l'Insee en 2022.
Elle est située hors unité urbaine. Par ailleurs la commune fait partie de l'aire d'attraction de Saint-Mihiel, dont elle est une commune de la couronne,. Cette aire, qui regroupe 17 communes, est catégorisée dans les aires de moins de 50 000 habitants,.

### Occupation des sols
L'occupation des sols de la commune, telle qu'elle ressort de la base de données européenne d’occupation biophysique des sols Corine Land Cover (CLC), est marquée par l'importance des territoires agricoles (58,1 % en 2018), une proportion identique à celle de 1990 (58,1 %). La répartition détaillée en 2018 est la suivante : 
forêts (40,5 %), terres arables (30,8 %), prairies (20,7 %), zones agricoles hétérogènes (6,6 %), milieux à végétation arbustive et/ou herbacée (1,4 %). L'évolution de l’occupation des sols de la commune et de ses infrastructures peut être observée sur les différentes représentations cartographiques du territoire : la carte de Cassini (XVIIIe siècle), la carte d'état-major (1820-1866) et les cartes ou photos aériennes de l'IGN pour la période actuelle (1950 à aujourd'hui).

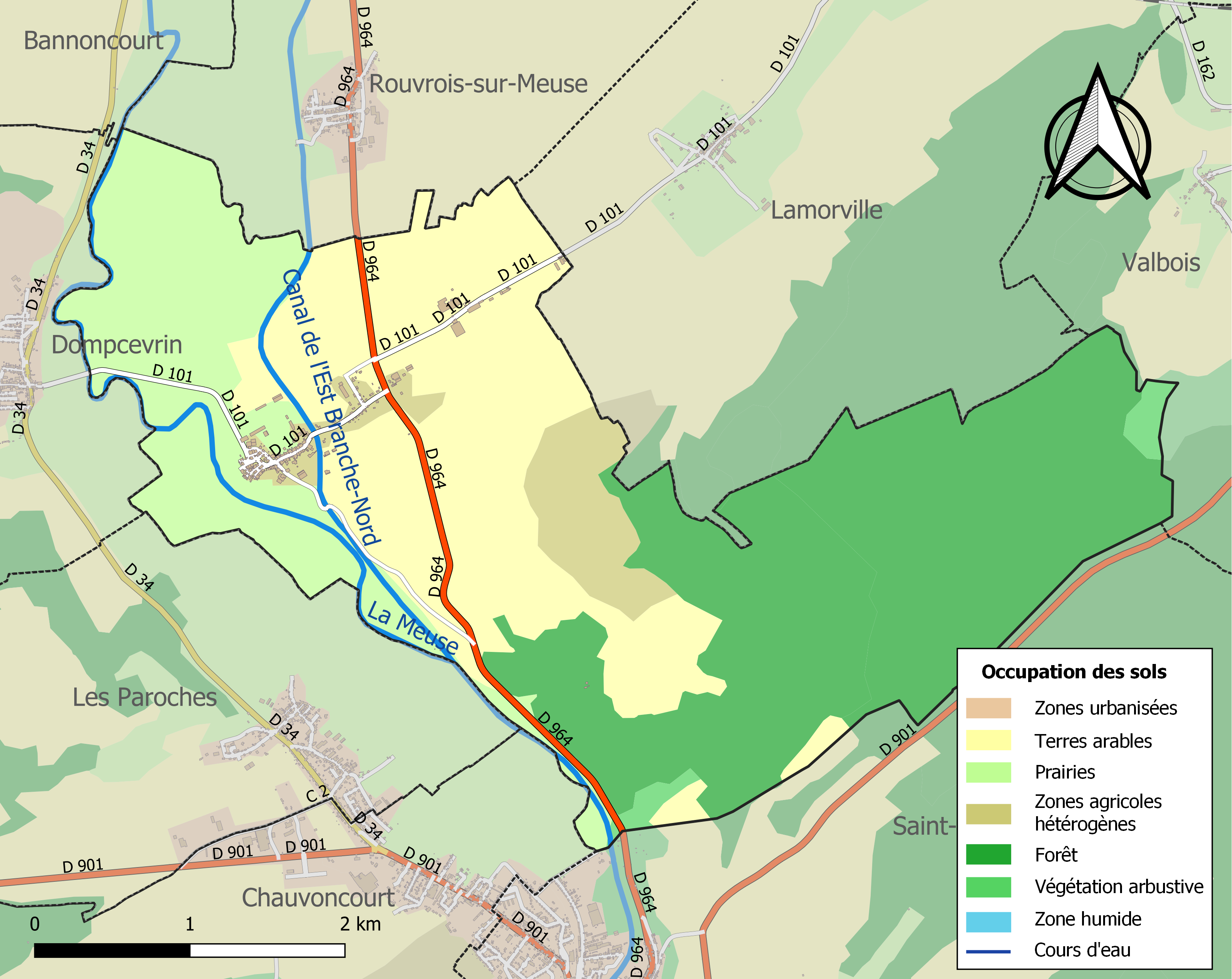
Carte des infrastructures et de l'occupation des sols de la commune en 2018 (CLC).

## Toponymie
Le nom de la localité est attesté sous les formes Mariscum (973) ; Marsiacum (973) ; Ecclesia in Marisco (984) ; Maireis (1065) ; Mariacum (1106) ; Marceium (1125) ; Marseium (1196) ; Marzey (1247) ; Mazey (1302) ; Maizei (1329) ; Marfey, Mazé, Mazé-sur-Meuse (1549) ; Mazay (XVIIe siècle) ; Maizay (1656) ; Maizé (1707) ; Mezay (1738) ; Mezæacum (1738) ; Magainum, Magiacum (1756) ; Mairey (1757).

Du gaulois *marco, « marécage ».
"Maizey (Mariscum, Marsiacum, 973) semble bien être issu d'un nom désignant le marais : la seconde attestation pourrait en effet rappeler le gaulois *marco, alors que la première est le latin médiéval mariscus issu du francique *marisk « marais ». Maizey est en outre construit entre de bras de la Meuse".

## Histoire
La commune de Maizey est citée pour la première fois dans un document de 973.
En 1285, selon Jacques Bretel, lors du tournoi de Chauvency offert par le comte de Chiny, le seigneur Béckart de Maizey est cité plusieurs fois aux côtés des Briey, Amance, Neuville, Âpremont, Removille et Beaufremont, aussi bien au château que sur le champ de bataille (joute et tournoi).
La guerre de 1914-1918 a fortement marqué la commune de Maizey car elle est située à 30 km au sud de Verdun.

## Politique et administration
| Période                                  | Période  | Identité          | Étiquette | Qualité     |
| ---------------------------------------- | -------- | ----------------- | --------- | ----------- |
| Les données manquantes sont à compléter. |          |                   |           |             |
| avant 1973                               | ?        | Lucien Berger     | DVD       | Agriculteur |
| mars 2008                                | mai 2020 | Noël Parent       | SE        |             |
| mai 2020                                 | En cours | Dominique Didelot |           | Commerçant  |

## Population et société

### Démographie
L'évolution du nombre d'habitants est connue à travers les recensements de la population effectués dans la commune depuis 1793. Pour les communes de moins de 10 000 habitants, une enquête de recensement portant sur toute la population est réalisée tous les cinq ans, les populations de référence des années intermédiaires étant quant à elles estimées par interpolation ou extrapolation. Pour la commune, le premier recensement exhaustif entrant dans le cadre du nouveau dispositif a été réalisé en 2007.

En 2022, la commune comptait 159 habitants, en évolution de −4,22 % par rapport à 2016 (Meuse : −4,4 %, France hors Mayotte : +2,11 %).
| 1793 | 1800 | 1806 | 1821 | 1831 | 1836 | 1841 | 1846 | 1851 |
| ---- | ---- | ---- | ---- | ---- | ---- | ---- | ---- | ---- |
| 334  | 391  | 408  | 423  | 519  | 543  | 524  | 492  | 470  |

| 1856 | 1861 | 1866 | 1872 | 1876 | 1881 | 1886 | 1891 | 1896 |
| ---- | ---- | ---- | ---- | ---- | ---- | ---- | ---- | ---- |
| 431  | 454  | 394  | 402  | 389  | 373  | 332  | 341  | 322  |

| 1901 | 1906 | 1911 | 1921 | 1926 | 1931 | 1936 | 1946 | 1954 |
| ---- | ---- | ---- | ---- | ---- | ---- | ---- | ---- | ---- |
| 312  | 270  | 266  | 175  | 200  | 179  | 179  | 180  | 186  |

| 1962 | 1968 | 1975 | 1982 | 1990 | 1999 | 2006 | 2007 | 2012 |
| ---- | ---- | ---- | ---- | ---- | ---- | ---- | ---- | ---- |
| 175  | 157  | 150  | 185  | 179  | 175  | 185  | 186  | 172  |

| 2017 | 2022 | - | - | - | - | - | - | - |
| ---- | ---- | - | - | - | - | - | - | - |
| 165  | 159  | - | - | - | - | - | - | - |

## Culture locale et patrimoine

### Lieux et monuments

#### Monuments civils
Le village est situé sur le bord de la Meuse, à quatre kilomètres au nord de la ville de Saint-Mihiel. À la suite de la guerre de 1914-1918, le patrimoine historique de la commune de Maizey reste modeste.
- Les deux moulins de Maizey qui malheureusement ont disparu.

#### Édifices religieux

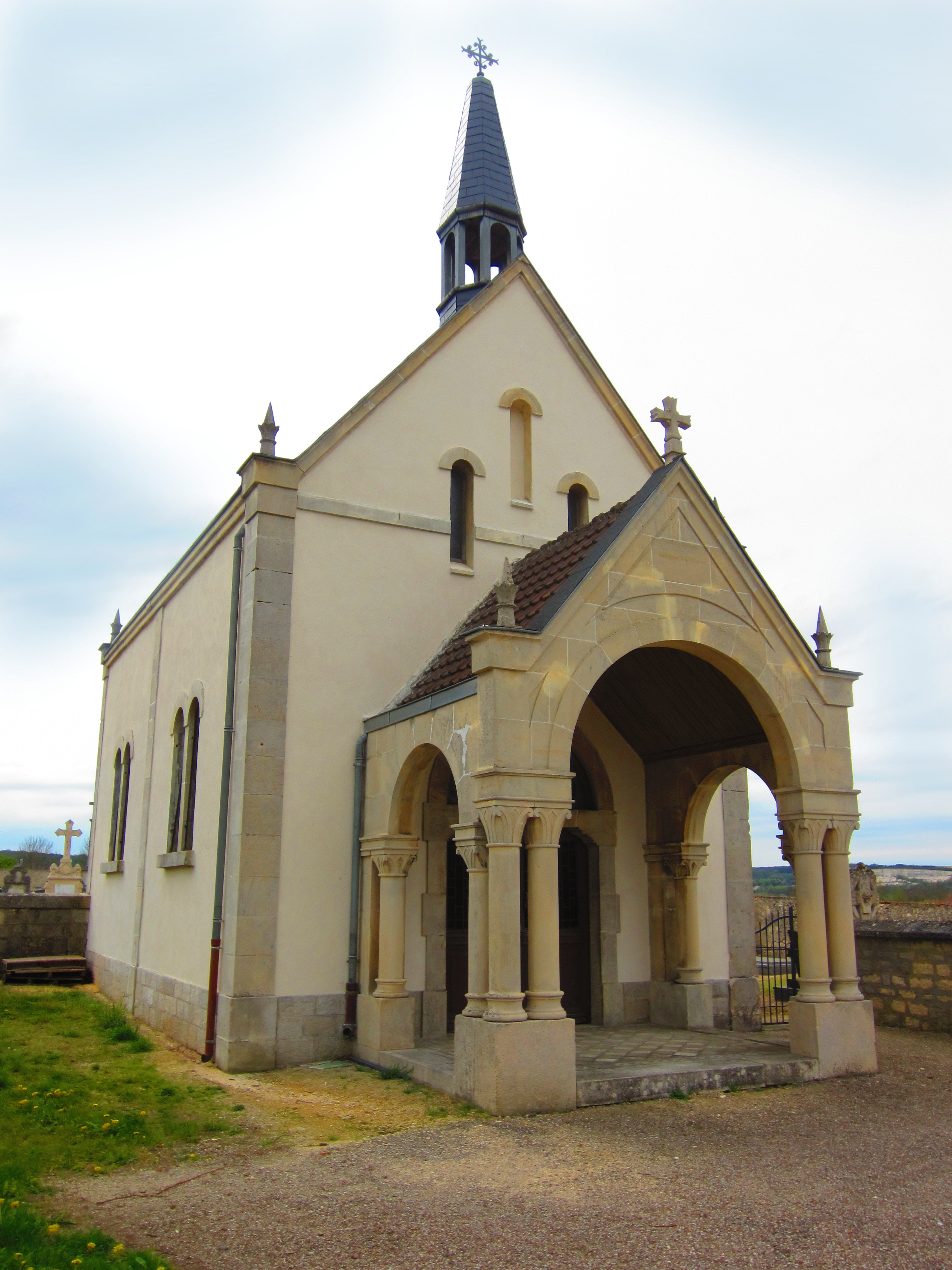
La chapelle Saint-Nicolas.

- L'église Saint-Étienne détruite au cours de la première guerre mondiale, reconstruite en 1925 ;
- La chapelle Saint-Nicolas (XVIIIe siècle) en bord de la RD 964 qui est entourée du cimetière communal de Maizey ;
- La chapelle Notre-Dame-des-Neiges qui se trouve sur la côte Sainte-Marie qui fait l’objet d’un pèlerinage le 5 août depuis le XVIIe siècle ; cette chapelle a été reconstruite en 1856 et fortement endommagée pendant la guerre de 1914-1918 car les Bavarois ont tenu la place pendant quatre ans face au fort des Paroches.

### Patrimoine environnemental
Maizey se niche dans les boucles de la Meuse et propose un environnement naturel, riche et agréable. Maizey vit d'écologie et assume son développement durable.

### Personnalités liées à la commune
La famille de l'écrivain André Thérive (Roger Puthoste) (1891-1967) est originaire du village.

### Héraldique
| Blason de Maizey | Blason  | Écartelé : au 1er d'or à la bande de gueules chargée de trois alérions d'argent, au 2e d'argent au pairle ondé d'azur et au pont métallique à trois piles d'or mouvant des flancs et brochant en pointe, au 3e de gueules à l'épi feuillé d'or posé en barre, au 4e d'or au chêne de sinople, fûté de sable et englanté d'or. |
| Blason de Maizey | Détails | Le statut officiel du blason reste à déterminer. |

 de gueules à chevron d'or : telles sont les armes de Béckart décrites par Jacques Bretel lors de la joute du Mardi à Chauvency-le-Château.